# Vulgichneumon uchidai
Vulgichneumon uchidai là một loài tò vò trong họ Ichneumonidae.